# Jeux africains de 1995
Navigation
Édition précédente Édition suivante
Les VIe Jeux africains se déroulent à Harare au Zimbabwe du 13 au 23 septembre 1995.

## Cérémonie d'ouverture
La cérémonie d'ouverture se déroule le 13 septembre 1995 au National Sports Stadium en présence de Robert Mugabe, président du Zimbabwe, plusieurs chefs d'État de la région, Juan Antonio Samaranch, président du Comité international olympique, Mario Vázquez Raña, président de l'Association des comités nationaux olympiques et Jean-Claude Ganga, président de l'Association des comités nationaux olympiques d'Afrique, ainsi que de nombreux membres du CIO et de présidents africains des Comités nationaux olympiques.

## Sports
19 sports sont au programme de ces Jeux africains : 
- Athlétisme
- Baseball
- Basket-ball
- Boxe
- Cyclisme
- Football
- Gymnastique
- Haltérophilie
- Handball
- Hockey sur gazon
- Judo
- Karaté
- Lutte
- Natation
- Taekwondo
- Tennis
- Tennis de table
- Tir
- Volley-ball

De plus, deux sports de démonstration figurent au programme : le rugby et le netball. Le plongeon qui n'était pas censé être un sport de démonstration est rétrogradé en raison du nombre faible de nations engagées.

## Nations
46 nations participent à ces Jeux. Le Maroc boycotte toujours la compétition, le Conseil supérieur du sport en Afrique (CSSA) reconnaissant la République sahraouie tandis que le Burkina Faso est exclu en raison de dettes envers le CSSA. L'Afrique du Sud fait sa première apparition lors de ces Jeux, après la fin de l'apartheid.

## Couverture médiatique
Canal France international couvre l'événement à raison de deux heures par jour.

## Tableau des médailles
- Nation organisatrice

| Rang | Nation                    | Or  | Argent | Bronze | Total |
| ---- | ------------------------- | --- | ------ | ------ | ----- |
| 1    | Afrique du Sud            | 64  | 51     | 39     | 154   |
| 2    | Égypte                    | 61  | 43     | 50     | 154   |
| 3    | Nigeria                   | 36  | 31     | 40     | 107   |
| 4    | Algérie                   | 15  | 16     | 26     | 57    |
| 5    | Kenya                     | 12  | 11     | 17     | 40    |
| 6    | Tunisie                   | 9   | 11     | 19     | 39    |
| 7    | Zimbabwe                  | 6   | 6      | 23     | 35    |
| 8    | Sénégal                   | 5   | 4      | 6      | 15    |
| 9    | Cameroun                  | 3   | 13     | 10     | 26    |
| 10   | Mauritius                 | 3   | 6      | 9      | 18    |
| 11   | Madagascar                | 2   | 2      | 5      | 9     |
| 12   | Gabon                     | 2   | 0      | 6      | 8     |
| 13   | Éthiopie                  | 1   | 5      | 6      | 12    |
| 14   | Ghana                     | 1   | 4      | 2      | 7     |
| 15   | Mozambique                | 1   | 2      | 0      | 3     |
| 16   | Sierra Leone              | 1   | 1      | 0      | 2     |
| 17   | Tanzanie                  | 1   | 0      | 1      | 2     |
| 18   | Burundi                   | 1   | 0      | 0      | 1     |
| 19   | Namibie                   | 0   | 4      | 3      | 7     |
| 20   | Côte d'Ivoire             | 0   | 4      | 2      | 6     |
| 21   | Zambie                    | 0   | 2      | 2      | 4     |
| 22   | Lesotho                   | 0   | 1      | 2      | 3     |
| 22   | Seychelles                | 0   | 1      | 2      | 3     |
| 24   | Burkina Faso              | 0   | 1      | 0      | 1     |
| 24   | République centrafricaine | 0   | 1      | 0      | 1     |
| 24   | Guinée                    | 0   | 1      | 0      | 1     |
| 24   | Libye                     | 0   | 1      | 0      | 1     |
| 24   | Mali                      | 0   | 1      | 0      | 1     |
| 29   | Angola                    | 0   | 0      | 3      | 3     |
| 29   | Swaziland                 | 0   | 0      | 3      | 3     |
| 31   | Ouganda                   | 0   | 0      | 2      | 2     |
| 32   | Botswana                  | 0   | 0      | 1      | 1     |
| 32   | Congo                     | 0   | 0      | 1      | 1     |
|      |                           | 224 | 223    | 280    | 727   |

## Bilan
Les Jeux sont marqués par les manifestations, les scandales de dopage, la mauvaise organisation et le manque d'engouement de la population ; la cérémonie d'ouverture se déroule devant 6 000 spectateurs dans une enceinte pouvant en contenir 76 000 et l'arbitrage est controversé lors des épreuves de taekwondo.
Ces jeux sont aussi marqués par des violences : bagarres entre footballeurs nigérians et égyptiens, et entre footballeurs algériens et guinéens, arbitres escortés par la police après Nigeria-Égypte en football sous la menace de supporters nigérians, bagarres avec lancer de sièges entre boxeurs nigérians et public égyptien sur et en dehors du ring devant Mohamed Ali, disputes entre volleyeurs algériens et nigérians et bataille hors terrain entre handballeuses zimbabwéennes et égyptiennes. Le manque de fair play passe un cap lorsque les Égyptiens accusent les boxeurs sud-africains d'avoir le sida ; une lettre d'excuses sera publiée dans les médias égyptiens.
Plusieurs cas de dopage sont avérés et entraînent le retrait de médailles. En athlétisme, le Ghanéen Andrew Owusu perd sa médaille d'argent en saut en longueur, la Sud-Africaine Karen Botha perd sa médaille de bronze en saut en longueur. Le Nigérian Paul Egonye entraîne la disqualification de son relais 4x100 mètres et le lutteur égyptien Mohy Abdel Hareth perd sa médaille d'or dans la catégorie des moins de 100 kg,.